# Kippgießen
Kippgießen ist eine Gruppe von Verfahrensvarianten des Kokillengießens.
Beim Kippgießen wird zu Gießbeginn die Eingussseite der Gussform zur Seite geneigt. Anschließend führt die Kokille oder alternativ die gesamte Gießanlage während des Gießvorgangs eine Drehung um eine oder mehrere definierte Achsen aus. 
Hierdurch wird eine ruhige, turbulenz- und schaumfreie Formfüllung erreicht. Zudem werden alle Bereiche des Formhohlraums gleichmäßig gespeist. Da auf diese Weise die Formteilkontur teilweise als Eingusssystem verwendet werden kann und der Anguss die Funktion des Speisers zum Teil übernimmt, fällt weniger Kreislaufmaterial im Vergleich zu konventionellem Kokillengießen an. Ein weiterer Vorteil besteht in der gelenkten Erstarrung der Schmelze.
Kippgießverfahren werden insbesondere für die Herstellung von Gussteilen aus Aluminiumlegierungen eingesetzt, da diese besonders stark zur Bildung von Oxiden und Schaum neigen, was durch das Kippgießen gesteuert und erheblich reduziert werden kann. Dementsprechend kommen die Kippgießverfahren besonders im Automobilbau, beispielsweise für die Fertigung von Zylinderköpfen und Kurbelgehäusen, häufig zur Anwendung. Einhergehend mit der Verwendung von mehr Leichtbauteilen in Automobilen, insbesondere in Form von Aluminiumbauteilen, hat das Kippgießverfahren zunehmend an Bedeutung auch für die Fertigung weiterer Teile des Fahrwerks gewonnen. Kippgießverfahren sind für die Großserienfertigung geeignet und bei hoher Qualität und anspruchsvollen Gussteilen verhältnismäßig kostengünstig einsetzbar.
Viele Kippgießverfahren sind patentrechtlich geschützt. Bekannteste Beispiele dafür sind das Rotacast-Verfahren sowie das Dreh-Kippgießen, das vom mexikanischen Automobilzulieferer Nemak als Nemak Dynamic Casting Process patentiert ist.